# Economische principes van N.G. Mankiw
N. Gregory Mankiw, hoogleraar economie aan Harvard University, heeft tien economische principes geformuleerd in zijn Principles of economics, waarvan tot op heden een miljoen boeken zijn verkocht.

## Hoe mensen beslissingen nemen
Een economie bestaat uit niets anders dan een groep mensen die met elkaar omgaan. Doordat mensen keuzes maken komt de economie tot stand en blijft deze in ontwikkeling. De keuzes die mensen maken hangen van heel veel factoren af en ieder individu heeft zijn eigen redenen om die keuzes te maken. Mankiw geeft vier principes van individuele besluitvorming.

### Principe 1: mensen moeten keuzes maken
Elke dag neemt ieder mens beslissingen, bewust dan wel onbewust. Je keuze is afhankelijk van je behoefte. Immers, wanneer elke maand je salaris binnenkomt, zul je een deel moeten besteden aan je vaste lasten (huur, elektriciteit, verzekering etc.). Dit zijn de primaire behoeften. Het geld wat je overhoudt nadat je je vaste lasten betaald hebt, heb je vrij te besteden. Deze horen bij de secundaire behoeften. Je kunt dit niet oneindig uitgeven, op een gegeven moment is het op. Dus maak je keuzes hoe je dit geld gaat besteden. Die keuzes hangen van veel factoren af en ieder individu heeft zijn eigen redenen om juist wel of niet die beslissing te nemen. Maar dat men keuzes moet maken staat vast.
Hierbij gaat het erom hoe mensen beslissingen nemen ten behoeve van hun schaarse middelen. Dit is bijvoorbeeld tijd, geld of grondstoffen. Een keuzevraag gerelateerd aan tijd is hoeveel uur wil ik werken per week en hoeveel uur vrije tijd wil ik hebben. Dit heeft natuurlijk consequenties. Als je meer werkt, heb je meer te besteden en als je minder werkt, dan heb je minder te besteden.
Geld is ook een schaars goed. Hoe besteed de overheid, een huishouden of een individu zijn of haar kapitaal. Er moeten wederom keuzes gemaakt worden. De overheid moet zich beraden over de jaarlijkse begroting. Gaat een gezin op vakantie naar het buitenland, een weekje naar een van de waddeneilanden of wordt de badkamer verbouwd? Een persoon kan een film huren bij een videotheek of de bioscoop bezoeken.
De samenleving heeft tevens te maken met een andere keuze, namelijk die tussen efficiëntie en rechtvaardigheid. Het doel van efficiëntie is om met zo weinig mogelijk middelen het maximale te bereiken. Rechtvaardigheid is de gelijke verdeling van bronnen onder de leden van de samenleving.
Welke keuze ook gemaakt zal worden, er zullen te allen tijde consequenties aan vast zitten. Bij beslissingen zal dan ook het ene doel afgewogen moeten worden tegen het andere.

### Principe 2: de kosten van iets worden bepaald door datgene wat we willen opgeven om het te krijgen
Bij het maken van keuzes moet men altijd kiezen tussen meerdere mogelijkheden. Om een goede beslissing te maken zal men de mogelijkheden tegen elkaar af moeten wegen. Wanneer iemand beslist om een dure jas te kopen, zal diegene waarschijnlijk geen geld meer hebben voor iets anders. Men zal de kosten en opbrengsten van de meerdere mogelijkheden tegen elkaar af moeten wegen om tot een goede beslissing te komen. Alles wat je opgeeft om een product te verkrijgen, noemen we de alternatieve kosten.
Er zijn echter twee valkuilen bij deze methode. Ten eerste dat er kosten meegerekend worden die er altijd zullen zijn en ten tweede de factor tijd.

### Principe 3: rationele mensen denken in de marge
Bij dit principe gaat het over marginale veranderingen, oftewel kleine aanpassingen van een plan of handeling. Hierbij worden de marginale voordelen vergeleken met de marginale kosten. Rationeel gedacht zullen mensen en bedrijven alleen marginale veranderingen toepassen, als het marginaal voordeel groter is dan de marginale kosten.
Mensen denken zo goed als nooit zwart-wit bij het nemen van beslissingen. Er spelen altijd meerdere factoren een rol bij overwegingen. Vaak heeft men een afgebakend plan in zijn hoofd, maar binnen dit plan kunnen veranderingen ontstaan die invloed hebben op het maken van je keuzes. In de economie worden deze kleine veranderingen marginale veranderingen genoemd. Bij het maken van een keuze zul je binnen je eigen plan (binnen je eigen marge) de marginale voordelen met de marginale kosten moeten vergelijken. Wanneer je een vervolgopleiding wilt gaan doen, zul je je af moeten vragen wat de voordelen hiervan zijn. (in de toekomst meer salaris, plezier in het leren) Maar je moet je ook afvragen welke extra kosten dit met zich meebrengt (collegegeld en het salaris dat je niet verdient als je studeert). Door deze marginale voordelen en marginale kosten te vergelijken, kun je pas echt een goede beslissing nemen of je een vervolgopleiding wilt gaan doen.

### Principe 4: mensen reageren op prikkels
Mensen vergelijken dus kosten en opbrengsten wanneer zij beslissingen nemen. Als deze kosten en opbrengsten veranderen, zullen zij hier meteen op reageren. Er is immers een nieuwe situatie ontstaan. Wanneer bijvoorbeeld de bloemkool veel goedkoper is dan normaal, zullen meer mensen bloemkool kopen. Omdat de vraag naar bloemkool stijgt, zal het aanbod ook vergroot moeten worden. De bloemkoolkwekers zullen dan meer mensen aan moeten nemen om de productie te vergroten. Door de prijs aan te passen, verandert de markt van vraag en aanbod, omdat mensen meteen op de verandering reageren.
Beleidsmakers moeten inzien hoe hun beleid het gedrag van de mensen zowel direct als indirect beïnvloeden, voordat een wet of maatregel van kracht wordt.

## Hoe mensen samenwerken

### Principe 5: handel kan in ieders belang zijn
Door te handelen kunnen personen of landen hetgeen doen waar ze het beste in zijn. Wanneer er gehandeld wordt, kan er een grotere verscheidenheid aan producten en diensten aangeboden worden tegen een lagere prijs.

### Principe 6: markten zijn vaak een goede manier om economische activiteit te organiseren
De meeste landen proberen tegenwoordig markteconomieën te creëren. In een markteconomie worden beslissingen, gebaseerd op prijzen en eigenbelang, genomen door bedrijven en huishoudens. Huishoudens bepalen voor welke bedrijven ze willen werken en waar ze hun inkomen aan willen besteden. Bedrijven bepalen wie ze aannemen en wat ze produceren.
De econoom Adam Smith ontdekte dat huishoudens en bedrijven die in een markt met elkaar samenwerken, zich gedragen alsof een ‘onzichtbare hand’ hen leidt naar de gewenste marktresultaten. Bij de besluitvorming om iets te kopen of te verkopen door huishoudens of bedrijven, wordt er gekeken naar de prijzen, niet wetende dat ze tevens kijken naar de sociale voordelen en kosten van hun acties. Als resultaat dat de door prijzen geleide afzonderlijke beslissers, in veel gevallen de welvaart van de maatschappij als geheel optimaal houden.

### Principe 7: overheden kunnen de resultaten van de markt soms verbeteren
Er zijn twee algemene redenen waarom overheden ingrijpen in de economie, dat is om efficiëntie en rechtvaardigheid te bereiken.
Marktfalen ontstaat wanneer de markt er zelfstandig niet in slaagt om de beschikbare middelen efficiënt te verdelen. Een mogelijkheid hierbij zijn de externe effecten en de marktmacht. De marktmacht is de mogelijkheid van één persoon (of een groep personen) om de marktprijzen onnodig te beïnvloeden.

## Hoe de economie als geheel werkt

### Principe 8: de levensstandaard van een land hangt af van de mate waarin het land producten en diensten kan produceren
De levensstandaard kan op verschillende manieren berekend worden. Door de persoonlijke inkomens te vergelijken of door de totale marktwaarde van productie in landen te vergelijken.
Bijna alle verschillen in levensstandaards zijn uit te leggen in de productiviteitsverschillen van landen. Als er in land A meer wordt geproduceerd per uur dan in land B, dan zal in land A de levensstandaard hoger zijn. De groei van de productiviteit bepaalt de groei van het inkomen.
Een samenleving kan de productiviteit verhogen door:
- Werknemers goed op te leiden
- Te beschikken over hulpmiddelen om de producten en diensten te maken;
- Te beschikken over de beste technologie.

### Principe 9: prijzen stijgen als de overheid te veel geld drukt
Inflatie is in de economie de stijging van het totale prijsniveau. De meest voorkomende reden van inflatie is de toename van de hoeveelheid geld, als de overheid grote hoeveelheden geld produceert, daalt de waarde van het geld.

### Principe 10: de samenleving staat voor een kortetermijnafweging tussen inflatie en werkloosheid
Een ander gevolg van principe 9 is dat naast inflatie, in ieder geval op korte termijn het werkloosheidscijfer daalt. De Phillipscurve laat het verband zien tussen inflatie en werkloosheid. In een jaar met hoge werkloosheid is de inflatie laag. In een jaar met lage werkloosheid is de inflatie hoog.